# Senior expert bénévole
 (septembre 2013).
Un « senior expert bénévole », et — de façon plus générale — un senior bénévole sont des termes qui désignent dans le monde du bénévolat des seniors qui donnent une partie de leur temps à des activités pour lesquelles ils ne perçoivent aucune rémunération. Ces activités se font la plupart du temps dans le cadre d’associations type loi de 1901 en France, ou dans d'autres cadres dans les autres pays d’Europe.
Un « senior expert » ou, en anglais, un « senior skill-based volunteer », est un senior ayant acquis une ou plusieurs expertises dans un ou plusieurs domaines.
Dans le monde anglo-saxon, les « skill-based volunteers» sont des experts employés le plus souvent dans des sociétés privées et qui partagent bénévolement leur expertise avec des associations ou des organisations non gouvernementales (ONG).
Il existe aussi les appellations suivantes :
- Senior expert bénévole
- Senior skill-based volunteer
- Senior bénévole
- Senior volunteer
- Retraité
- Retired people
- Senior
- Bénévolat senior de compétence

## Place des seniors en Europe
En Europe la population des seniors est en croissance en valeur absolue et en pourcentage par rapport à la population européenne globale.
En 2002 la population âgée de 65 ans et plus était de 16 % soit 77,5 millions de personnes. Cette population est passée à 17,8 % en 2012, soit à 89,4 millions d’individus. Cette tendance va s’accroître dans les années à venir.

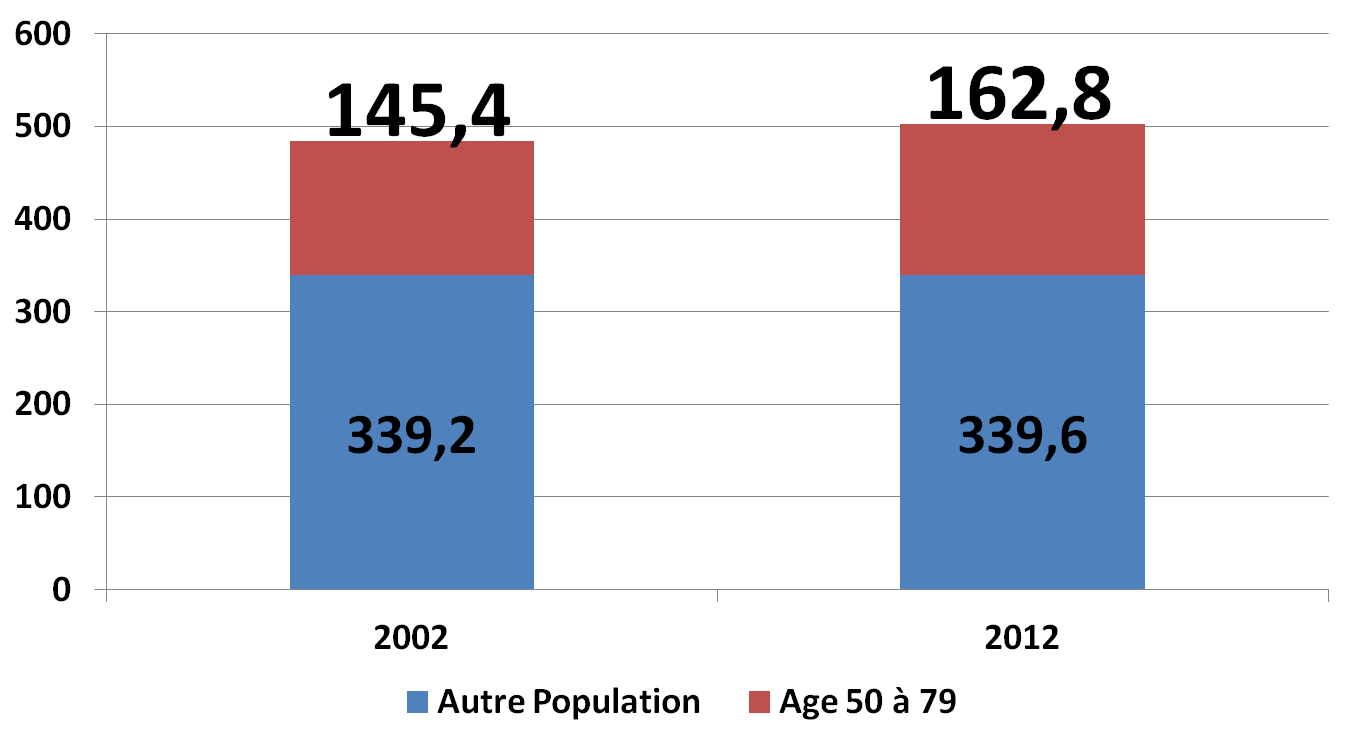
Histogramme réalisé à partir des données issues des statistiques européennes eurostat.

La croissance et l’innovation restent les clés de la réussite des décennies à venir face aux défis que rencontre l’Europe :
- crise de la dette ;
- changement de société lié à l’économie post-industrielle ;
- importance des nouvelles technologies de l’information et de la communication(TIC) dans tous les secteurs d’activité.

## Les seniors experts bénévoles en Europe
C’est dans ce contexte que les seniors experts bénévoles apportent leur part face aux défis Européens.
En effet, les seniors experts bénévoles, après une activité professionnelle riche par sa diversité, importante par sa durée de 20, 30 ou 40 ans, sont aptes à transmettre leur savoir, en faisant profiter la société de leurs expériences, expertises et savoir-faire,,,.
Cela est d’autant plus vrai notamment quand ils sont retraités et qu’ils peuvent proposer une partie de leur temps pour rendre à la société ce qu’elle leur a permis d’acquérir.
Bien sûr cela ne peut se concevoir que sur la base du volontariat tant il est vrai qu’il appartient à chacun de se positionner par rapport à ces enjeux.
La société européenne et les seniors bénévoles travaillent dans le même sens, comme en témoigne le European Volunteer Center (CEV). en:European Volunteer Centre
Pour la société européenne, c'est avant tout un intérêt économique et un intérêt de lien social.
En intégrant plus de seniors bénévoles dans l’activité économique elle les valorise, leur rend la place qui leur revient et finalement reconnait que les seniors lui apportent une valeur ajoutée non négligeable . C'est aussi l'assurance d'un bon lien intergénérationnel.
Pour les seniors bénévoles, comme démontré par de nombreuses études, rester actifs et impliqués dans la vie économique et sociale de la société est une assurance d’un vieillissement en bonne santé et donc d’une meilleure qualité de vie.
L'activité des Experts Bénévoles peut-être orientée vers le développement économique, en France comme à l’étranger.
C'est le cas avec PlaNet Finance qui encadre l'activité des Experts Bénévoles avec une charte d'Expert Bénévole entre l'association et la très petite entreprise TPE.

## Un projet européen
Le phénomène est ancien, et existe depuis au moins 1983, avec Senior Expert Service, une association allemande proposant ses services à des PME en Afrique, Asie et Amérique latine.
Plus récemment, 3 associations
- OTECI (Office Technique d’Études et de Coopération Internationale) en France[13],
- SWB (Senior Without Border) au Danemark[14],
- Seniores Italia en Italie[15],

ont porté un projet Européen sur 2 ans, de septembre 2011 à septembre 2013 dans le cadre du Lifelong Learning Programme, développé par la Direction Générale Éducation et Formation de la Commission Européenne, appelé « Grundtvig » pour un apprentissage pratique pour adultes « tout au long de la vie. » 
Sur le site internet du projet seniores.altervista, les deux enquêtes sur les seniors bénévoles, une sur les motivations des seniors bénévoles et une sur la formation des seniors bénévoles, ont été conduites sur une population « senior » définie par les femmes et les hommes de plus de 50 ans.
Le groupe projet met ainsi à disposition de l’ensemble des acteurs européens qui souhaitent comprendre ou valoriser le bénévolat des seniors, les documents suivants :
- Booklet des motivations : « A survey on Seniors Skill-based Volunteering in Europe » (en français : Enquête sur les seniors bénévoles en Europe)[20],[21]
- « Strategies and Tools to enhance Senior Skill-based Volunteers' Involvement »[22]
- Best practices pamphlet on Training course for Senior volunteers[23]
- Un forum de discussions et d’échanges[24]
- Une formation intitulée «Rôle du Bénévole dans l’association et la Société», comprenant 4 modules destinés aux Seniors bénévoles, soit un total de 13 leçons en quatre langues : anglais, français, italien et danois.

## Les seniors experts bénévoles: plusieurs types d'actions

### Au plan des universités
En accompagnant les étudiants dans des projets de création d’entreprises
En organisant des simulations d’entretien seul ou en groupe pour préparer les étudiants
En servant de lien entre les étudiants en alternance et les entreprises qui les accueillent pour les aider à trouver un débouché
En faisant des cours sur des sujets précis en lien avec leur expertise, les Seniors contribuent à rendre l’esprit de l’entreprise présente dans les universités.

### Au plan des entreprises
En aidant des « startups »
En coachant des équipes industrielles, marketing, commerciales, qualité

### Au plan des ONG
Par diverses mesures d’accompagnement et d’assistance sur des problèmes RH, supply chain, finance, etc.

### Au plan des agences de développement
Les Chambres de Commerce et d’Industrie, en étant présents pour aider l’ensemble des acteurs auprès des entreprises pour des projets de cession, reprise, création, problématique commerciale…

### Au plan de l’aide aux pays en voie de développement
En participant à des programmes d’aide aux pays en voie de développement aussi appelé « Global South »
Le bénévolat des Seniors et notamment le bénévolat des Seniors Experts est une des composantes des ressources pour les pays d’Europe. 
Au niveau Européen, les associations de Seniors Experts Bénévoles sont regroupées au sein du CESES.
Le CESES est constitué de 21 organismes de type associatif, de 14 pays de la Communauté Européenne et qui comprend environ 24 000 bénévoles.

## Les seniors bénévoles en France
En France, les associations sont majoritairement prises en charge par des seniors, et France Bénévolat propose aux volontaires de se répartir.
Plus particulièrement, les associations de seniors experts bénévoles présentes sur l'ensemble du territoire sont principalement :
- OTECI (Office Technique d’Études et de Coopération Internationale)[28] ;
- ECTI[29] ;
- Entente des générations pour l'emploi et l'entreprise (EGEE)[30] ;
- AGIR[31] ;
- également, France Bénévolat[32], utilise les expertises des bénévoles pour leur proposer des missions au travers de diverses associations.

Il existe aussi de nombreuses associations généralistes, locales ou régionales(exemple. ARPEB), voire dédiées à une entreprise (ex. les Anciens de Framatome)...